# Senza tregua (film 1993)
Senza tregua (Hard Target) è un film del 1993 diretto da John Woo con Jean-Claude Van Damme.
È stato il primo film americano diretto da John Woo ed il primo lungometraggio hollywoodiano diretto da un regista cinese.

## Trama
(Tag-line del film.)
A New Orleans una banda di misteriosi criminali uccide a colpi di balestra Douglas Binder, un ex veterano divenuto barbone.
La figlia Natasha, sulle tracce del padre che non vede da anni, trova l'aiuto occasionale di un marinaio esperto in arti marziali, Chance Boudreaux. Insieme scoprono che Binder sembra essere morto carbonizzato a causa di un incendio avvenuto in un capanno abbandonato in cui apparentemente egli giaceva poco prima dell'incidente ma Chance trova la piastrina identificativa di Binder danneggiata da un colpo di balestra.
Con la certezza che non si sia trattato di un semplice incidente, i due scoprono una pista che li porta a Randal Poe. Costui assolda barboni con la promessa di lavori di volantinaggio, ma in realtà procura persone nullatenenti con un passato di addestramento militare nell'esercito per essere barbaramente uccise da facoltosi maniaci in cerca di forti emozioni.
L'organizzatore di questi omicidi è l'ex mercenario Emil Fouchon, e suo complice il sadico Pete Van Cleaf. Costui uccide Randal un attimo prima dell'arrivo di Chance con Natasha e di Marie Mitchell, una scettica agente di polizia, che viene uccisa nel successivo scontro a fuoco.
Ormai è guerra aperta: Chance si rifugia nelle paludi, presso lo zio Douvee, che lo ha allevato. Mentre costui trattiene gli uomini di Fouchon, Chance affronta tutta l'orda di criminali in un capannone, dove vengono fabbricati grandi carri e maschere di carnevale, e con l'aiuto dello zio, sopraggiunto, elimina tutti i suoi avversari, ad eccezione di Fouchon, che prima ferisce Douvee con una freccia e poi prende in ostaggio Natasha; ma Chance riesce a liberare la ragazza ed a scontrarsi con Fouchon, che finirà per essere ucciso da una granata.

## Produzione
Inizialmente la Universal Pictures era scettica sulle capacità di Woo, per questo contattò Sam Raimi come supervisore e con la possibilità di prendere il posto di Woo alla regia qualora fosse rimasta delusa. Woo scartò numerose sceneggiature perché più adatte a film di arti marziali, a cui non era interessato.
Scelto il soggetto Hard Target di Chuck Pfarrer, Woo intendeva affidare il ruolo del protagonista a Kurt Russell ma questi non poté accettare a causa dei troppi impegni; a quel punto, scelse il primo nome proposto dalla casa di produzione, quello di Jean-Claude Van Damme. I due andarono d'accordo durante le riprese, e Woo aumentò la quantità di azione nella sceneggiatura perché sapeva che Van Damme ne sarebbe stato all'altezza.

## Distribuzione

### Divieti
Dopo 65 giorni di riprese a New Orleans, Woo ebbe delle discussioni con la Motion Picture Association of America e temeva che al film non venisse più assegnata la certificazione R (visione vietata ai minori di 17 anni non accompagnati), voluta dalla Universal. Woo dovette apportare dozzine di tagli perché il prodotto rientrasse nei canoni stabiliti dalla MPAA ed ottenesse il visto censura.

## Accoglienza

### Critica
Nei primi giorni di proiezione fu un successo al botteghino ma i pareri dei critici furono discordanti. In linea di massima, al film furono riconosciute buone scene d'azione, ma anche una debole sceneggiatura e fu giudicata deludente la prova di Jean-Claude Van Damme.